# MTV 00s
MTV 00s – europejski kanał muzyczny koncernu Paramount Networks EMEAA. Jest produkowany w Polsce, przez spółkę MTV Networks Polska. Prezentuje muzykę rozrywkową z lat 2000–2010. Kanał wystartował dnia 2 sierpnia 2021 roku, w wyniku zmiany nazwy VH1 Europe. Stacja nie emituje reklam oraz nadaje 24 godziny na dobę.
W lipcu 2025 roku Paramount Global poinformował o planowanym zakończeniu nadawania kanału pod koniec 2025 roku.